# Neuroleon (Neuroleon) demeter
Neuroleon (Neuroleon) demeter is een insect uit de familie mierenleeuwen (Myrmeleontidae), die tot de orde netvleugeligen (Neuroptera) behoort. De soort komt voor in Afghanistan.